# Športni rekvizit
Športni rekviziti so predmeti ali naprave, ki se uporabljajo pri udejstvovanju v športnih ter rekreativnih aktivnostih, oziroma njim sorodnih prostočasnih dejavnostih.